# Obnóże

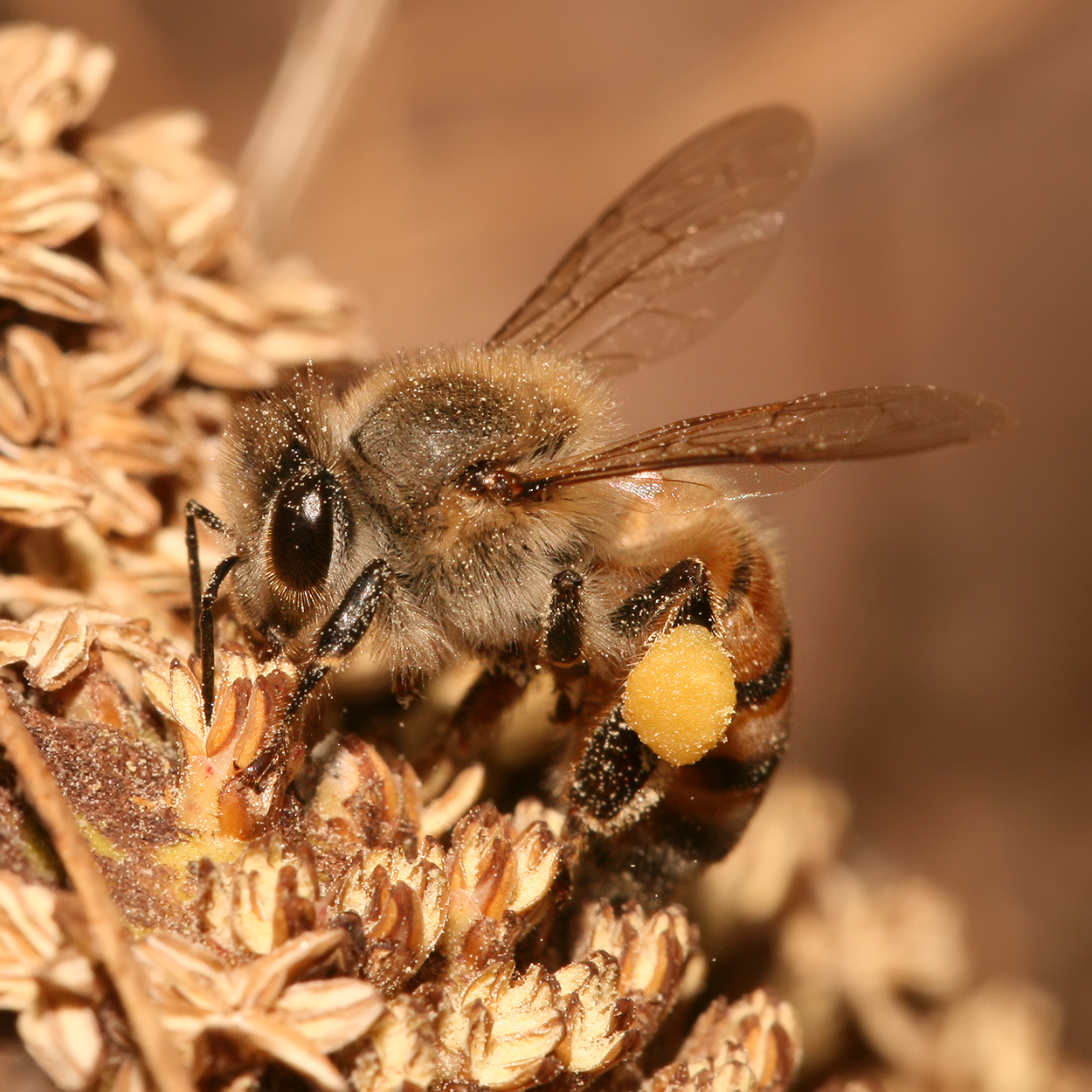
Pszczoła miodna z pyłkiem zebranym w obnóżu

Obnóża pyłkowe – grudki zbitego pyłku kwiatowego gromadzonego na zewnętrznych stronach goleni trzeciej pary nóg zbieraczek pszczoły miodnej w tzw. koszyczkach.
Po przyniesieniu do ula obnóża pyłkowe składowane są w komórkach plastra w sąsiedztwie czerwiu, gdzie po przetworzeniu przez pszczoły do postaci pierzgi stanowią rezerwę białkową rodziny pszczelej.
Po kolorze obnóży można poznać z których roślin został on zebrany. Obnóża pyłkowe są najczęściej w odcieniu barwy żółtej lub zielonej, ale bywają także gródki barwy białej, pomarańczowej, rubinowej. 

## Pozyskiwanie
Pyłek kwiatowy stanowi trudny do zastąpienia pokarm dla pszczół, dlatego pszczelarze pozyskują pyłek kwiatowy zakładając w ulu tzw. poławiacze pyłku oraz przechowują pewną ilość obnóży jako rezerwę na okres niedoboru pożytku oraz w celu stymulacji rozwoju rodziny pszczelej. Obnóża pyłkowe ze względów zdrowotnych powinny być pozyskiwane z własnej pasieki, od rodzin zdrowych, aby uniknąć propagacji chorób, z naciskiem na grzybicę otorbielakową. 
Obnóża pyłkowe na małą skalę konserwuje się poprzez zmieszanie ich z cukrem, natomiast w celu zachowania jakości handlowej oraz biologicznej na dłużej konserwuje się wykorzystując metodę suszenia, zamrażania i liofilizacji. 